# Leopold Höchtl
Leopold Höchtl (* 22. April 1870 in Edelbach; † 19. Februar 1947 in Gars am Kamp) war ein österreichischer Politiker (CSP) und Wirtschaftsbesitzer. Höchtl war von 1919 bis 1920 Mitglied der Konstituierenden Nationalversammlung, danach von 1920 bis 1927 Abgeordneter zum Nationalrat und zwischen 1927 und 1934 Abgeordneter zum Landtag von Niederösterreich.
Nach dem Besuch der Volksschule absolvierte Höchtl die Ackerbauschule in Edelhof und leistete seinen Militärdienst im Rang eines Unteroffiziers ab. 1896 übernahm er den elterlichen Betrieb in Edelbach. Politisch war Höchtl zunächst in der Lokalpolitik aktiv, wo er von 1900 bis 1922 das Amt des Bürgermeisters von Edelbach innehatte. Zudem übte er verschiedene Funktionen in landwirtschaftlichen Genossenschaften aus und war als Bezirksbauernkammerobmann aktiv. Höchtl vertrat die Christlichsoziale Partei zwischen dem 4. März 1919 und dem 9. November 1920 in der Konstituierenden Nationalversammlung, war danach vom 10. November 1920 bis zum 18. Mai 1927 Abgeordneter zum Nationalrat und wechselte danach in den Niederösterreichischen Landtag, wo er die Christlichsoziale Partei zwischen dem 20. Mai 1927 und dem 30. Oktober 1934 vertrat. 